# Skylanders
Skylanders è una serie di videogiochi pubblicata da Activision. I giochi prevedono l'utilizzo di statuette giocattolo che interagiscono attraverso il Portale del Potere, uno speciale dispositivo in grado di riconoscere i singoli personaggi grazie al sistema di comunicazione NFC.
Questa serie è basata sulla suddivisione degli Skylander in dieci categorie chiamate elementali, le quali sono: Terra, Aria, Fuoco, Magia, Acqua, Vita, Tecnica, Non-Morti, Luce e Buio (questi ultimi due introdotti nel quarto titolo della serie).
Vi sono anche delle varianti di alcune statuette, come ad esempio la versione "Dark" (che prevede personaggi colorati di nero e argento), la versione "Legendary" (che caratterizza le statuette colorate di blu scuro e oro), la versione "Nitro" (con personaggi colorati di giallo e di bianco) oppure la versione "Sidekick" (ovvero statuette in miniatura). Dal secondo capitolo della serie è stata introdotta la versione "Giants" (ovvero personaggi di dimensioni maggiori rispetto a quelli standard), quella "Lightcore" (che consente ad alcuni personaggi di illuminarsi quando posti sul Portale del Potere) oltre ai personaggi etichettati come "Series 2", ovvero personaggi del primo capitolo riediti in pose diverse. Nel terzo capitolo vengono introdotti i personaggi "Swap", cioè statuette con le metà del proprio corpo intercambiabili, insieme con la "Series 3" di alcuni precedenti personaggi. In Trap Team vengono introdotti i cosiddetti Trap Master (Skylander dotati di speciali armi di "Traptanium") e i cosiddetti cristalli di Traptanium, che sono trappole che consentono di catturare nemici all'interno di esse per poterli riutilizzare a nostro piacimento; più la "Series 4". In SuperChargers vengono introdotti invece i veicoli con specifiche sessioni di guida e circuiti da gareggiare in stile "Mario Kart", più i SuperCharger che sono accoppiati con il loro veicolo di terra, mare o cielo che sbloccano pezzi speciali per i veicoli se usati in combo; mentre nell'ultimo capitolo (Imaginators) nasce la possibilità di creare i propri Skylander personalizzati con dei così chiamati "cristalli di Immaginite" dove è possibile inoltre selezionare la classe dello Skylander tra cui Arciere, Bazookista, Ninja, Cavaliere e tante altre.
Ogni statuetta ha la capacità di memorizzare i progressi effettuati, le monete accumulate nel gioco, i potenziamenti delle proprie abilità così come la paternità dei singoli personaggi e gli eventuali soprannomi che possono essere loro assegnati. Dal secondo capitolo è disponibile la funzione che consente di cambiare percorso di potenziamento per uno Skylander, cioè la possibilità di annullare degli attacchi per poterne scegliere altri, disponibile però solo per gli Skylander Series 2. A ogni nuova riedizione di un personaggio viene aggiunto un potere diverso, per cui gli Skylander della "Series 2" possiedono una nuova abilità che la "Series 1" non aveva; questa abilità viene però sostituita da un'altra nella nuova "series" di quello stesso personaggio. Inoltre, ogni Skylander che già si possiede può essere riutilizzato nei giochi successivi mentre, al contrario, ogni statuetta di un nuovo capitolo può essere utilizzata esclusivamente da quel gioco in poi e non nei precedenti.
La serie comprende anche tra i personaggi utilizzabili Spyro e Cynder (Cinerea nella versione italiana di The Legend of Spyro, appare in Skylanders con il suo nome originale) dalla serie di videogiochi Spyro the Dragon. In Skylanders, Spyro mantiene gli stessi poteri che possiede nel suo primo gioco.
Nel quinto capitolo compaiono come personaggi utilizzabili anche Bowser e Donkey Kong dalla serie Mario. Nel sesto e (al momento) ultimo capitolo appaiono invece Crash Bandicoot e il Dr. Cortex dalla serie Crash Bandicoot.
Dopo l'acquisizione di Activision da parte di Microsoft nel 2023, Skylanders è ufficialmente proprietà di Xbox.

## Capitoli della saga
Sinora la saga si compone di sei capitoli che raccontano l'evolversi delle vicende in modo sequenziale. Soltanto le versioni per la console Nintendo 3DS sono caratterizzate da una trama leggermente oppure completamente diversa.

### Spyro's Adventure
Skylanders Spyro's Adventure è un videogioco sviluppato da toys for bob e dedicato da Activision nel 2011 per le console wii ps3 xbox 360 3ds e Pc

### Giants
In questo secondo capitolo vengono introdotti i giganti, ovvero Skylander di dimensioni maggiori rispetto ai personaggi standard. I giganti sono 8, uno per ogni elemento, e hanno anche la particolarità di illuminarsi quando posti sul Portale del Potere. Rispetto agli altri Skylander, i giganti possiedono attacchi più potenti ma risultano essere lenti nei movimenti; essi possono distruggere pareti, sollevare rocce e accedere ad aree dei livelli altrimenti precluse agli altri personaggi.
Come raccontato da Eon, essi un tempo erano gli unici Skylander presenti nelle Skylands, i quali però vennero sconfitti durante uno scontro con un'armata di Arkeyan, degli enormi robot da combattimento. Durante gli ultimi attimi della battaglia, i giganti riuscirono a distruggere il re Arkeyan, il comandante dell'armata-robot, fatta eccezione per il suo pugno di ferro, che sopravvisse allo scontro. Venuto a sapere dell'esistenza del pugno di ferro di Arkus e della sua capacità di risvegliare l'armata dei robot Arkeyan, Kaos decide di impadronirsene per poter finalmente dominare le Skylands. Perciò gli Skylander, con l'aiuto dei giganti, devono impedire a Kaos di portare a termine il suo piano e distruggere il Pugno di Arkus. Oltre alla modalità avventura, in questa capitolo vengono inserite le arene da combattimento, ovvero delle sessioni di gioco in cui bisogna combattere contro ondate di nemici.
Le arene sono formate da più missioni e vengono sbloccate in base all'avanzamento del gioco e al superamento dei livelli. Per ogni arena completata si ricevono degli oggetti da collezione, utili per completare il gioco, oppure delle monete. Un'altra novità è caratterizzata dall'inserimento di Pietracielo, un minigioco dove il giocatore deve battere un avversario in una sorta di partita di carte. In ogni livello è presente una o più partite di Pietracielo e a ogni vincita si viene ripagati con una nuova carta, utilizzabile nelle successive partite, oppure con monete. In totale i livelli sono 16 ma possono essere portati a 20 se si aggiungono i 4 capitoli degli Adventure Pack di Spyro's Adventure, validi anche in questo capitolo della saga. I nuovi Skylander, compresi i giganti, sono in tutto 16, più quelli appartenenti alla Series 2.

### Swap Force
Nel terzo capitolo della serie si incontrano gli Skylander detti Swap che possiedono l'abilità di potersi combinare le parti superiori e inferiori dei loro corpi. Essi sono in tutto 16, due per ogni elemento, e possono dare vita a 256 diverse combinazioni; gli Swap, sommati ai nuovi Skylander, danno vita a 32 nuove statuette da collezione, oltre ai personaggi della Series 3. Questi personaggi erano i guardiani del Monte Nubiaperte, un vulcano magico che forniva energia ai Quattro Antichi Elementali, una sorta di saggi protettori delle Skylands. Per potere di nuovo tentare nell'impresa di dominare le Skylands, Kaos utilizza il cosiddetto buio pietrificato per rendere più malvagi i suoi scagnozzi e per potenziare le sue armi. Il giocatore deve perciò liberare gli Antichi Elementali dalle grinfie di Kaos e sconfiggerlo in battaglia. Accanto al cattivo principale viene introdotta la Mamma di Kaos, che aiuta il figlio nel portare a termine il suo piano oltre a essere uno dei boss da sconfiggere. Anche il maggiordomo di Kaos, Glumshanks, diviene un boss, a differenza dei capitoli precedenti dove si limitava a comparire solamente nelle animazioni.
Vengono accantonati i personaggi di Cali e di Hugo per lasciare spazio ai nuovi Tessa, Capotribù, Snugglescale, Barone Sharpfin e altri. Un'importante novità, relativa alle nuove statuette intercambiabili, è quella delle Sfide Zona Swap, ovvero delle mini sfide individuali che possono essere superate soltanto con una specifica abilità degli Skylander Swap. Le abilità sono: Arrampicata, Scavo, Rimbalzo, Velocità, Spin, Furtività, Teletrasporto e Razzo. Vengono inoltre introdotte le Mappe Missioni Bonus che consentono di sbloccare delle particolari missioni relative ai capitoli in cui sono state trovate. In questo episodio della serie, per tutti i livelli, le Sfide Zona Swap, le Mappe e le arene superate con successo vengono accumulate stelle, massimo 3 per ogni singola attività. La raccolta delle stelle serve per consentire al giocatore di aumentare il proprio Livello di Padrone dei Portali, esattamente come accade con gli Skylander con i punti esperienza. Più si sale di livello e più si possono sbloccare oggetti utili al completamento del gioco.
Infine, ritornano gli Adventure Pack che in questo caso sono 2, entrambi comprensivi di personaggi e di oggetti magici.

### Trap Team
Nel quarto capitolo Kaos fa evadere dalla prigione Scrocchianembi i peggiori cattivi delle Skylands (che sono Golden Queen, Wolfgang, Dreamcatcher, Chef Pepper Jack, Chompy Mage [ripreso da Skylanders: Giants], Gulper e il Dr. Krankcase), sprigionando anche il Traptanium, ovvero il materiale di cui la prigione è composta. Il giocatore sarà affiancato, oltre ai normali Skylander, anche dalla squadra dei guardiani della prigione, la Trap Team, che lo aiuterà nella cattura dei fuggiaschi grazie alle trappole di Traptanium nelle quali i cattivi verranno imprigionati e successivamente utilizzabili come alleati buoni.
La novità di questo titolo è rappresentata dalle trappole: se le statuette degli Skylander consentono di portare in vita i personaggi nel gioco, le trappole permettono il processo inverso, ovvero rinchiudere i cattivi dentro di esse. Vi saranno 18 Skylander Trap Master e 18 personaggi normali. Saranno istituite anche due nuove categorie elementali, il buio e la luce. Le trappole per poter essere utilizzate dovranno essere poste su di un nuovo Portale del Potere, quest'ultimo dotato di una sorta di cella dalla quale fuoriescono i lamenti del cattivo intrappolato. Il cattivo non può potenziarsi, ma a differenza dei normali Skylander, ha un timer che è regolato allo stesso modo per ognuno catturato.
In questa edizione è stato reinserito anche il gioco di Pietracielo, che però questa volta è stato riaggiornato e ora consiste nell'uso di alcune Pietracielo che si recuperano sconfiggendo i cattivi. È stato istituito anche un nuovo tipo di trappola non elementale: la trappola Kaos (disponibile in 2 versioni una acquistabile singolarmente e un'altra ottenibile mediante l'acquisto della Dark Edition), che successivamente viene usata per catturare Kaos.

### SuperChargers
Il 25 settembre 2015 è uscito Skylanders: SuperChargers che introduce l'utilizzo dei veicoli e dei relativi piloti, chiamati appunto SuperCharger. I veicoli sono suddivisi per tipologia, ovvero terrestri, marini e volanti, e permettono al giocatore di accedere ad aree specifiche oltre che ad aprire particolari forzieri contenenti dei pezzi chiamati "rondelle", che fungono da moneta per potenziare i veicoli stessi.
La trama verte invece sull'ennesimo tentativo da parte di Kaos di impadronirsi delle Skylands, aiutato questa volta dal Tenebroso, un essere mostruoso che incarna tutto il male delle Skylands e che gli Antichi Elementali erano riusciti a bandire grazie alla costruzione del Cuore di Luce. Ma questa volta Kaos è solo una pedina nelle mani del Tenebroso che lo usa invece per distruggere tutte le Skylands, vanificando così i tentativi di quest'ultimo di diventarne l'imperatore. Quando Kaos scopre di non poter diventare il padrone delle Skylands a causa del loro annientamento per mano del Tenebroso, anch'egli decide di allearsi, seppur momentaneamente, con gli Skylander per sconfiggere il Tenebroso una volta per tutte e riportare così la pace nelle Skylands. Questo doveva essere il capitolo finale della serie ma Activision, spinta dai fan, decise di pubblicarne un altro ridando, seppur per poco, un po' di vita alla saga.
Il gioco per la prima volta presenta una classificazione dei personaggi a sé stante, interrompendo così quella tramite la dicitura Series..., ufficialmente terminata con il quarto titolo. I nuovi personaggi introdotti da questo gioco presentano infatti una basetta priva del colore identificativo e che riproduce invece un motore e i vecchi personaggi rivisitati in chiave SuperCharger sono stati concepiti in modo del tutto nuovo, sia nell'aspetto sia negli attacchi.

### Imaginators
Il 14 ottobre 2016 è uscito il nuovo gioco chiamato Skylanders: Imaginators il quale prevede la possibilità di creare il proprio Skylander personalizzato utilizzando un apposito Cristallo Creazione da posizionare sul Portale del Potere che salverà il personaggio creato dal giocatore; ci sono 3 o più cristalli per elemento.
Il gioco introduce inoltre i personaggi Sensei, ovvero 31 Skylander capaci di sbloccare specifici forzieri contenenti oggetti per la modifica del nostro personaggio. Essi sono 31 e prevedono personaggi del tutto nuovi e il ritorno di alcuni cattivi apparsi in Skylanders: Trap Team che in questo gioco saranno dalla parte dei buoni e in più il 31º sarà nientemeno che Kaos stesso completamente potenziabile con tutte le sue mosse storiche della serie e qualcuna presa dall'ultimo capitolo (secondo la storia il personaggio Sensei di Kaos sarebbe un suo clone creato da lui stesso ma che si ribellò).
In quest'ultimo capitolo a dirigere la storia non sono più capitan Flynn e Buz ma direttamente gli Skylander che ci diranno cosa fare. Ancora una volta Kaos vuole conquistare le Skylands, ma essendo ormai giustamente a corto di idee decide di usare il cervello più intelligente di tutte le Skylands per escogitare un piano di dominio totale, e proprio quando sembra esserci riuscito viene colto di sorpresa in una trappola dagli Skylander che lo sconfiggeranno per FORSE l'ultima volta nella storia dei secoli.
In questo capitolo ogni Sensei fa parte di una classe e questi possono sbloccare il loro "potere Sky-chi" all'interno dei livelli per ottenere una mossa potentissima extra che nessun altro tipo di Skylander possiede. La mappa del mondo è finalmente estesa e non appare più attraverso una selezione livelli, inoltre appare un nuovo gioco che si chiama "scontro di creazioni", uguale al gioco presente nel secondo capitolo della serie.

### Titoli per dispositivi mobili
Oltre alla serie principale dedicata alle console, sono stati sviluppati degli spin-off per i dispositivi mobili iOS e Android che non seguono le stesse vicende della storia principale ma si concentrano su mini sfide di abilità o brevi missioni.
Il giocatore può sbloccare gli stessi Skylander di cui fa uso per i titoli delle console tramite i rispettivi codici venduti nelle confezioni delle singole statuette. Spesso però il solo codice non è sufficiente per sbloccare un personaggio, poiché alcuni di essi possono essere utilizzati solo dopo il superamento di determinate sfide o missioni. Tutti i titoli della serie sono riportati nella tabella seguente:
| Anno | Titolo                        | Sviluppatore                                                               | Piattaforma                                                              | Piattaforma              | Piattaforma  | Piattaforma  |
| ---- | ----------------------------- | -------------------------------------------------------------------------- | ------------------------------------------------------------------------ | ------------------------ | ------------ | ------------ |
| Anno | Titolo                        | Sviluppatore                                                               | Console                                                                  | Computer                 | Portatile    | Mobile       |
| 2011 | Skylanders: Spyro's Adventure | Toys For Bob, Vicarious Visions (3DS)                                      | PlayStation 3, Xbox 360, Wii, Wii U                                      | Microsoft Windows, macOS | Nintendo 3DS |              |
| 2011 | Skylanders Universe           | Frima Studio                                                               |                                                                          | Web                      |              |              |
| 2012 | Skylanders: Cloud Patrol      | Vicarious Visions                                                          |                                                                          |                          |              | iOS, Android |
| 2012 | Skylanders: Lost Islands      | Vicarious Visions                                                          |                                                                          |                          |              | iOS, Android |
| 2012 | Skylanders: Battlegrounds     | Vicarious Visions                                                          |                                                                          |                          |              | iOS, Android |
| 2012 | Skylanders: Giants            | Toys For Bob, Vicarious Visions (Wii U), n-Space (3DS)                     | PlayStation 3, Xbox 360, Wii, Wii U                                      |                          | Nintendo 3DS | iOS, Android |
| 2013 | Skylanders: Swap Force        | Vicarious Visions, n-Space (3DS), Beenox (Wii)                             | PlayStation 3, PlayStation 4, Xbox 360, Xbox One, Wii, Wii U             |                          | Nintendo 3DS | iOS, Android |
| 2014 | Skylanders: Trap Team         | Toys for Bob, Beenox (Wii U, PS4, XOne, 3DS)                               | PlayStation 3, PlayStation 4, Xbox 360, Xbox One, Wii, Wii U             |                          | Nintendo 3DS | iOS, Android |
| 2015 | Skylanders: SuperChargers     | Vicarious Visions (PS3, PS4, Xbox One, Xbox 360, Wii U), Beenox (Wii, 3DS) | PlayStation 3, PlayStation 4, Xbox 360, Xbox One, Wii, Wii U             |                          | Nintendo 3DS | iOS, Android |
| 2016 | Skylanders: Battlecast        | Vuforia                                                                    |                                                                          |                          |              | iOS, Android |
| 2016 | Skylanders: Imaginators       | Toys for Bob                                                               | PlayStation 3, PlayStation 4, Xbox 360, Xbox One, Wii U, Nintendo Switch |                          |              | iOS, Android |

## Serie animata
Nel 2016 è stata realizzata una serie animata dal titolo Skylanders Academy che è arrivata alla 3ª stagione, disponibile su Netflix. I protagonisti sono Spyro, Stealth Elf ed Eruptor.

La serie venne cancellata dopo 3 stagioni durante il 2018.

## Origine della serie
Skylanders nacque dalla serie Spyro the Dragon, per la precisione dal gioco mai pubblicato Spyro's Kingdom.
Il gioco era basato sul concept realizzato da Helios Interactive. In questo videogioco, che sarebbe dovuto uscire per PC e Nintendo Wii, il giocatore avrebbe impersonato un drago, ed avrebbe dovuto portare a termine le missioni assegnategli direttamente da uno Spyro oramai cresciuto e diventato il re del mondo di gioco. Come detto in precedenza, Spyro's Kingdom aveva un gameplay tipico degli MMORPG, e per un po' ci fu anche una demo disponibile sul sito di Helios Interactive. Tuttavia, il progetto fu poi scartato dal publisher americano, a causa anche di alcuni suoi contenuti indirizzati ad un pubblico più maturo. Activision decise così di lasciare il progetto nelle mani di Toys For Bob, che trasformò l'MMORPG in Skylanders.

## Accoglienza
| Titolo                        | GameRankings                                                                    | Metacritic                                                         |
| ----------------------------- | ------------------------------------------------------------------------------- | ------------------------------------------------------------------ |
| Skylanders: Spyro's Adventure | (PC) 93.00% (3DS) 84.29% (X360) 80.95% (Wii) 80.18% (PS3) 79.23%                | (3DS) 82/100 (Wii) 81/100 (X360) 78/100 (PS3) 77/100               |
| Skylanders: Giants            | (X360) 81.64% (PS3) 79.69% (WiiU) 78.17% (Wii) 77.57% (3DS) 63.10%              | (X360) 80/100 (WiiU) 80/100 (PS3) 78/100 (Wii) 78/100 (3DS) 59/100 |
| Skylanders: Swap Force        | (WiiU) 88.44% (Wii) 88.00% (X360) 84.68% (PS3) 83.93% (PS4) 78.43% (3DS) 72.79% | (WiiU) 89/100 (X360) 83/100 (PS3) 83/100 (PS4) 78/100 (3DS) 68/100 |
| Skylanders: Trap Team         | (WiiU) 84.00% (XOne) 79.74% (PS4) 77.59%                                        | (WiiU) 86/100 (XOne) 78/100 (PS4) 78/100                           |

I videogiochi della serie sono stati accolti generalmente in modo positivo, ed è stata apprezzata in particolare l'interazione fra il Portale del Potere e le diverse statuette. Nonostante ciò, sono state sollevate critiche negative soprattutto sull'elevato costo dei singoli personaggi insieme alla mancata possibilità di giocare online. Anche i siti GameRankings e Metacritic, basandosi sul totale delle recensioni pubblicate, hanno evidenziato la buona accoglienza dei titoli. Fra le recensioni italiane, Multiplayer.it affida a Skylanders: Spyro's Adventure un 8.2/10 parlando di un prodotto sorprendente nella qualità e cura con cui è stato realizzato. Gamesurf.it parla di un titolo originale, che si distacca completamente da tutto quello proposto finora affidandogli 8/10. Gamereactor e Spaziogames danno un 7/10.
Per Skylanders: Giants Multiplayer.it afferma che il titolo pur non rinnovando la formula in modo significativo, presenta alcune aggiunte […] per le quali vale la pena tornare a Skylands, attribuendo al gioco un 8.4/10. Gamesurf.it afferma che il titolo con i suoi enigmi […] e la sua struttura di gioco è adatto sia ai bambini e sia agli adulti amanti del genere, giudicandolo con 8.5/10. Gamereactor gli affida 7/10 mentre GameSoul lo valuta 4.5/5.
Skylanders: Swap Force è stato definito da Multiplayer.it come un reale passo in avanti e le statuette smontabili e l'introduzione del salto irrobustiscono sia l'elemento reale che virtuale del prodotto, donandogli così 8.5/10 così come Gamesurf.it, affermando che ancora una volta Skylanders riesce a convincere. Anche Spaziogames è dello stesso avviso definendolo inattaccabile da un punto di vista qualitativo, ribadendo il punteggio di 8.5/10. Eurogamer gli attribuisce 8/10, dichiarando che la varietà di approcci, nemici e situazioni rendono il tutto molto piacevole.
Skylanders: Trap Team viene definito da Multiplayer.it come il migliore fino ad oggi lodandone la deliziosa componente grafica e la caratterizzazione di livelli e personaggi, affidandogli una valutazione di 8.5/10; dello stesso avviso è Gamesurf.it che apprezza l'aggiunta di qualche nuova variabile data principalmente dalle trappole, nuovi personaggi e una storia tutta da scoprire. Spaziogames gli affida invece 8.0/10, così come Eurogamer.